# Elena Temnikova
Elena Vladimirovna Temnikova (em russo:  Елена Владимировна Темникова, Curgã, 18 de abril de 1985), é uma cantora russa, ex-integrante do grupo de garotas russas chamado Serebro. Também conhecida como "Lena", começou sua carreira de cantora em 2003.

## Discografia

### Álbuns
- 2018: TEMNIKOVA III: Не модные

### EPs
- 2016: TEMNIKOVA I
- 2017: TEMNIKOVA II

### Singles
- 2003: "Begi"
- 2003: "Tayna"
- 2014: "Зависимость"
- 2015: "Навстречу"
- 2015: "Наверно" (feat. Natan)
- 2016: "Ревность"
- 2016: "Тепло"
- 2016: "Импульсы"
- 2016: "Не обвиняи меня"
- 2017: "Голые"
- 2017: "Вдох"
- 2017: "Подсыпал"
- 2017: "Даваи улетим"
- 2017: "Мне нормально"
- 2018: "Медленно"